# Carletonita

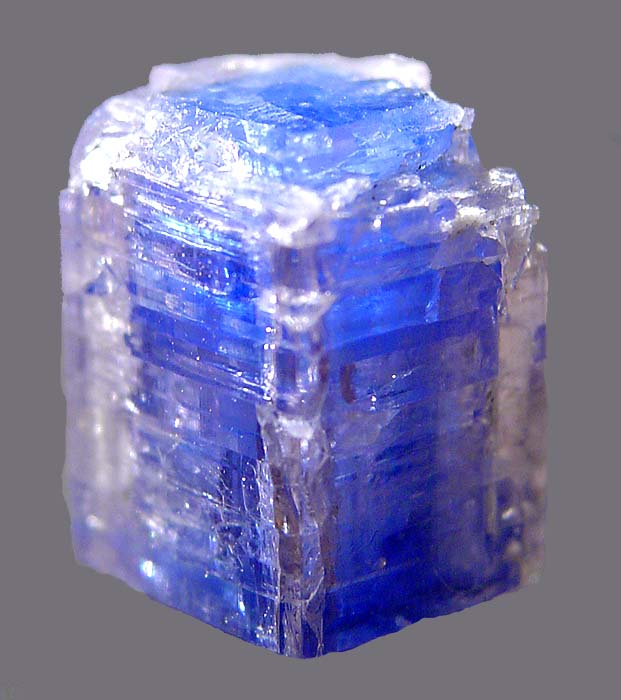
Carletonita, 1.0 x 0.7 x 0.6 cm, Pedreira Poudrette, Monte Saint-Hilaire, Montérégie, Quebec, Canadá

A carletonita é um mineral silicatado de fórmula química KNa4Ca4(CO3)4Si8O18(F,OH)·(H2O). É um filossilicato e integrante do grupo da apofilita. Os seus cristais tetragonais são azuis, brancos, rosa ou incolores, translúcidos com um brilho vítreo fraco. Este mineral tem uma densidade de 2,45 e uma dureza de 4-4,5. 
O nome carletonita é uma alusão à Universidade Carleton, em Ottawa, na província de Ontário, no Canadá. A carletonita foi cientificamente descrita pela primeira vez em 1969, após ter sido descoberta no Monte Saint-Hilaire, na província canadense de Quebec. 
Ocorre em corneanas e xenólitos de mármore silicoso dentro e adjacentes a uma intrusão de sienito nefelínico. Ocorre em associação com quartzo, narsarsukita, calcita, fluorita, ancilita, molibdenita, leucosfenita, lorenzenita, galena, albita, pectolita, apofilita, leifita, microclina e arfvedsonita.